# Viktor Le
Lê Khắc Viktor (tiếng Nga: Виктор Хакович Ле, sinh ngày 10 tháng 11 năm 2003) hay Viktor Lê là một cầu thủ bóng đá người Việt - Nga chơi ở vị trí tiền vệ tấn công cho câu lạc bộ Hồng Lĩnh Hà Tĩnh tại V.League 1.

## Sự nghiệp câu lạc bộ
Viktor Lê sinh năm 2003 tại Moskva, Nga, có bố là người Việt Nam và mẹ là người Nga. Anh từng chơi cho đội trẻ của Torpedo Moscow và Học viện CSKA Moskva.

### Quy Nhơn Bình Định
Ngày 19 tháng 1 năm 2023, Viktor Lê chính thức ký hợp đồng với câu lạc bộ Bình Định. Anh có trận ra mắt V.League 1 vào ngày 3 tháng 2 khi đá chính ngay ở trận đấu ra quân của câu lạc bộ gặp Công an Hà Nội trên sân vận động Hàng Đẫy. Anh được thi đấu 55 phút trước khi rời sân thay cho Hà Đức Chinh, chung cuộc Bình Định để thua đậm với tỷ số 0–5 trước đại diện thủ đô.

### Hồng Lĩnh Hà Tĩnh
Tháng 1 năm 2024, Viktor chấm dứt hợp đồng với Bình Định và ký hợp đồng với câu lạc bộ Hồng Lĩnh Hà Tĩnh.

## Sự nghiệp quốc tế
Tháng 3 năm 2025, Viktor Lê có lần đầu tiên được triệu tập lên đội tuyển U-22 Việt Nam chuẩn bị cho Giải bóng đá quốc tế CFA Team China 2025.

## Thống kê sự nghiệp
Tính đến 30 tháng 5 năm 2023
| Câu lạc bộ | Mùa giải  | Giải vô địch | Giải vô địch | Giải vô địch | Cúp quốc gia | Cúp quốc gia | Khác | Khác | Tổng cộng | Tổng cộng |
| Câu lạc bộ | Mùa giải  | Hạng         | Trận         | Bàn          | Trận         | Bàn          | Trận | Bàn  | Trận      | Bàn       |
| ---------- | --------- | ------------ | ------------ | ------------ | ------------ | ------------ | ---- | ---- | --------- | --------- |
| Bình Định  | 2023      | V.League 1   | 16           | 0            | 2            | 0            | —    | —    | 18        | 0         |
| Tổng cộng  | Tổng cộng | Tổng cộng    | 16           | 0            | 2            | 0            | 0    | 0    | 18        | 0         |

## Danh hiệu
U-23 Việt Nam
- Giải vô địch bóng đá U-23 ASEAN: 2025